# Čánka

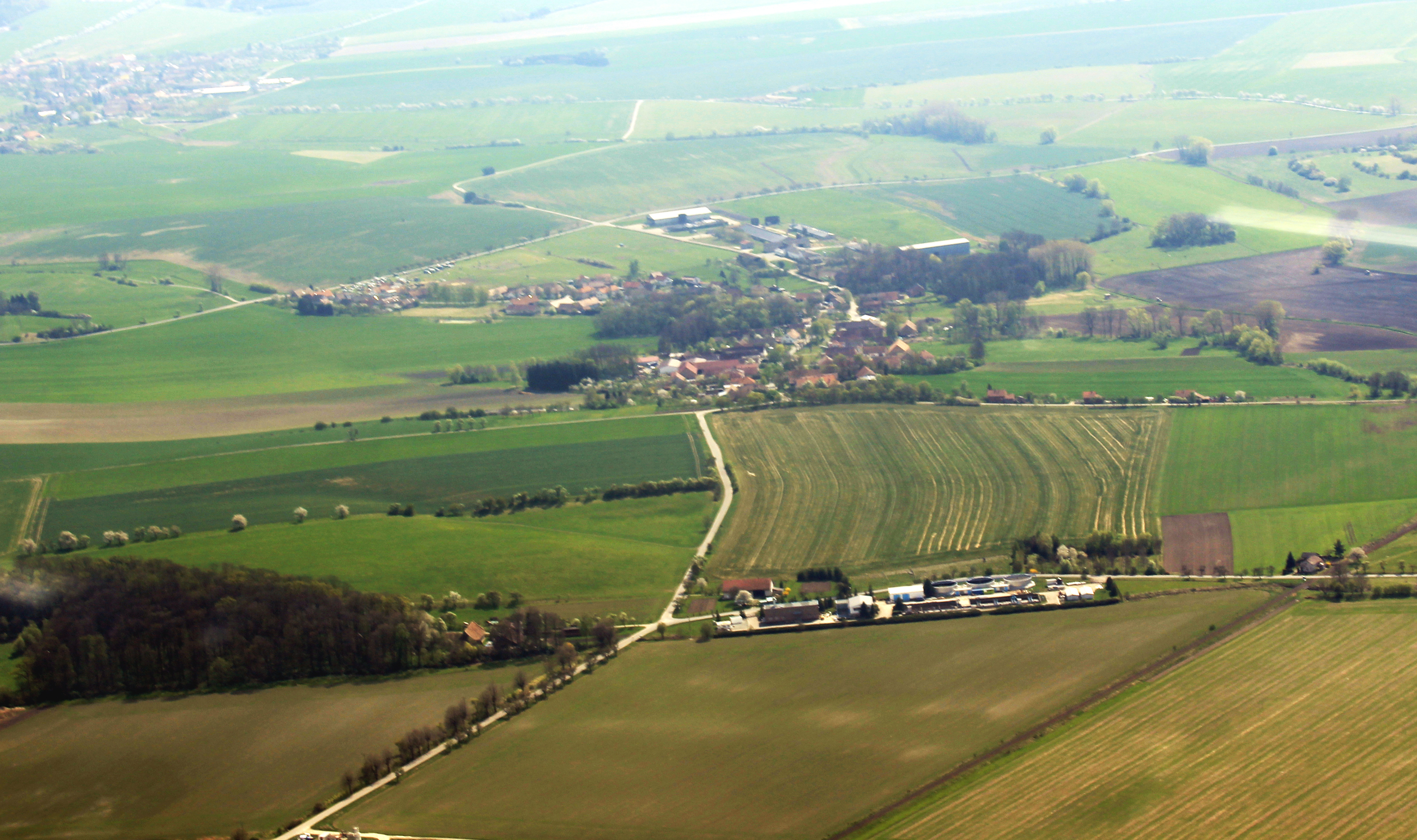
Luftaufnahme, im Vordergrund Vodětín

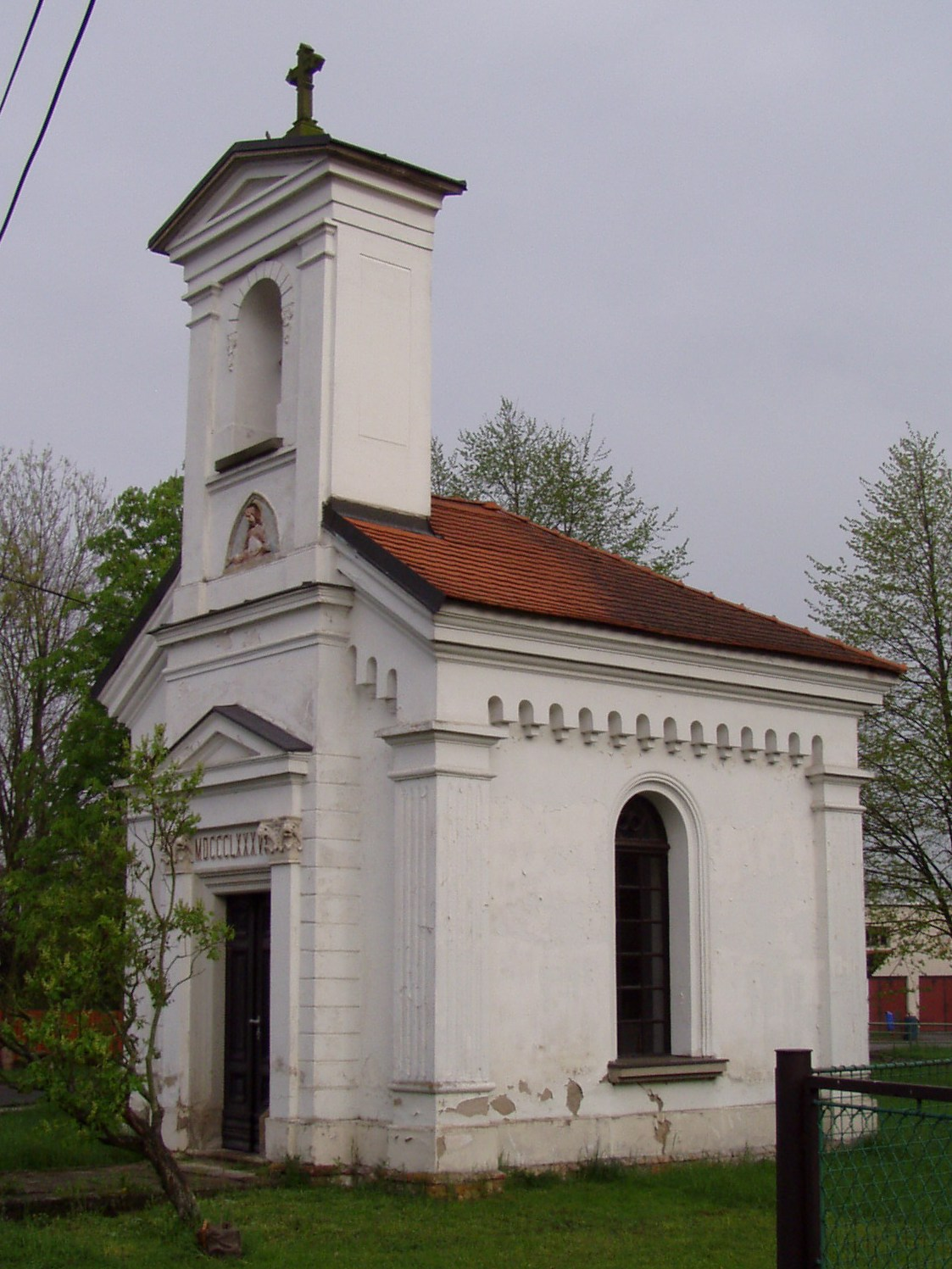
Kapelle Mariä Himmelfahrt

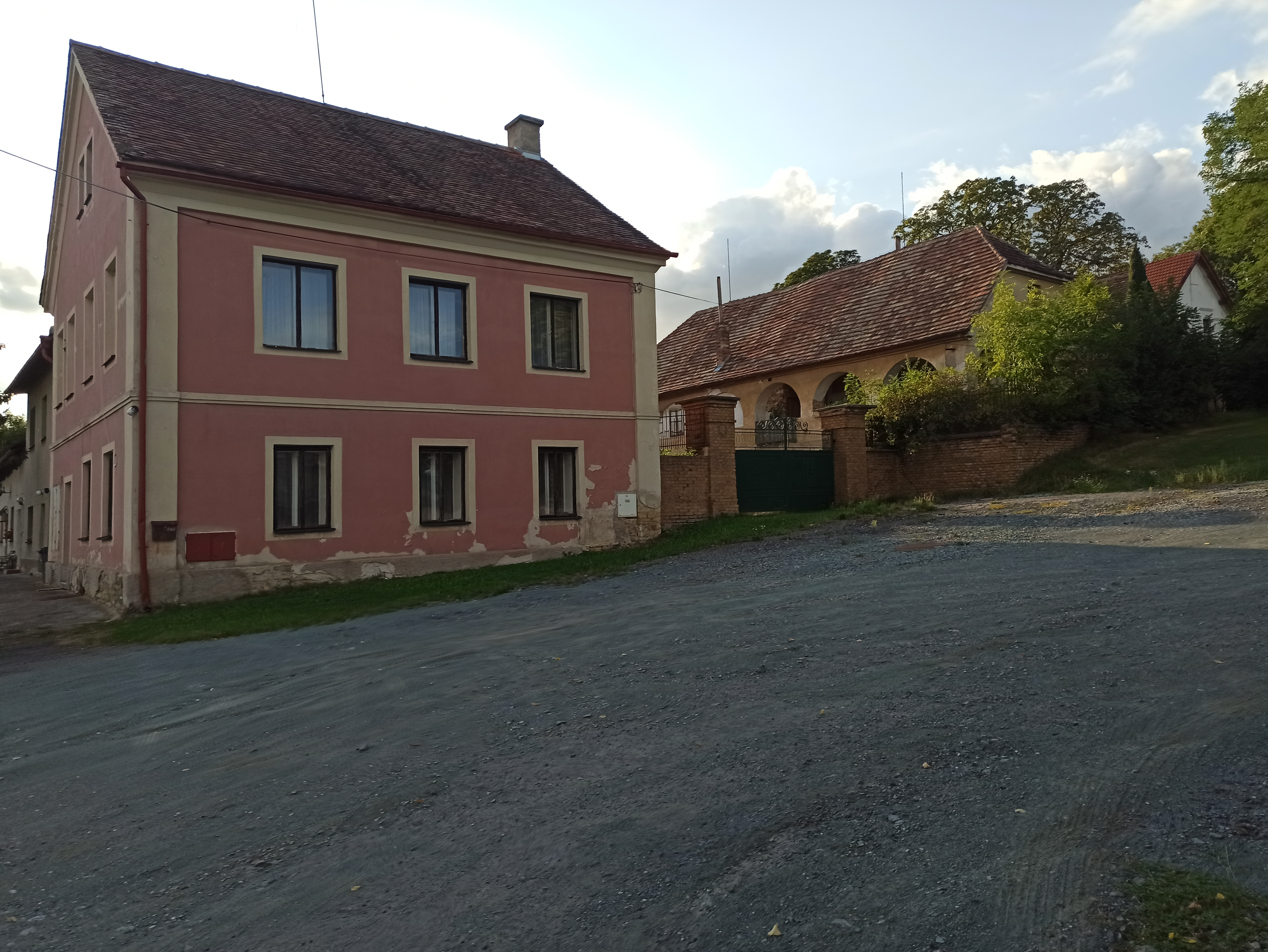
Ehemaliges Gasthaus

Čánka (deutsch Czanka, auch Tschanka) ist ein Ortsteil der Stadt Opočno in Tschechien. Er liegt zwei Kilometer südwestlich von Opočno und gehört zum Okres Rychnov nad Kněžnou.

## Geographie
Čánka befindet sich am Fuße des Opočenský hřbet (Opotschner Kamm) in der Českomeziříčská kotlina (Böhmisch Meseritscher Becken). Durch Čánka fließt der Bach Dobříkovecký potok. Am südöstlichen Ortsrand verläuft die Staatsstraße II/298 zwischen Třebechovice pod Orebem und Opočno, einen halben Kilometer westlich des Dorfes die Bahnstrecke Choceň–Meziměstí. Im Osten erhebt sich die Velká Hvězda (355 m n.m.), südöstlich die Chrastka (282 m n.m.), im Südwesten der Plesov (302 m n.m.) und die Horka (281 m n.m.) sowie nordwestlich der Vodětín (278 m n.m.).
Nachbarorte sind Vodětín und Podzámčí im Norden, Opočno im Nordosten, Semechnice und Kruhovka im Osten, Dobříkovec und Přepychy im Südosten, Bolehošť im Süden, Pelesov, Očelice und Městec im Südwesten, Mokré und Lhotka im Westen sowie V Lípách, České Meziříčí und Ostrov im Nordwesten.

## Geschichte
Archäologische Funde auf dem Kataster von Čánka belegen eine Besiedlung während der Jungsteinzeit. In der Flur Pastviště wurden bronzene Gegenstände aus der Zeit der Lausitzer Kultur aufgefunden.
Die erste schriftliche Erwähnung von Čánka erfolgte im Jahre 1349. Zum Ende des 14. Jahrhunderts gehörte Čánka zusammen mit Mokré dem Jan Čánka von Čánka, einem Lehnsmann der Herren von Dobruška und Opočno. Im Jahre 1390 erwarb das Königliche Kapitel in Prag die Dörfer Czenka und Modré von Štěpán von Opočno († 1397). Der frühere Besitzer beider Dörfer, Jan Čánka von Čánka unterlag 1397 zusammen mit seinen Söhnen im Streit mit dem Kapitel um beanspruchte Einkünfte aus Čánka und Mokré. Ob die zu Beginn des 15. Jahrhunderts erwähnten Matyáš Sokol von Čánka und Petr Čana von Obědovice Anteile von Čánka besaßen, ist nicht nachweislich. Nach dem Ausbruch der Hussitenkriege bemächtigten sich weltliche Herren beider Dörfer. Besitzer von Čánka war bis 1454 Ješek Hlaváč von Žleb, danach Václav von Valečov. Nikolaus d. J. Trčka von Lípa, der 1495 die Herrschaft Opočno erworben hatte, erhielt wenig später auch Čánka und weitere ehemalige Kirchengüter als Pfandbesitz. Im Jahre 1514 bestätigte ihm König Vladislav II. Jagiello das Pfand. Christoph Jaroslav Trčka von Lípa erhielt Čánka 1585 von König Rudolf II. als erblichen Besitz und vereinigte das Gut mit der Herrschaft Opočno. Von Christoph Jaroslav erbte sein Vetter Jan Rudolf Trčka von Lípa die Herrschaft. Nach dessen Tode wurde die Herrschaft Opočno durch König Ferdinand II. konfisziert und 1635 an die Brüder Hieronymus und Rudolf von Colloredo-Waldsee verpfändet. 1789 fiel die Herrschaft den Grafen Colloredo-Mannsfeld zu, sie hielten sie bis zur Mitte des 19. Jahrhunderts.
Eingeschult war Čánka zur Pfarrschule Přepychy, der Unterricht erfolgte vor Ort in angemieteten Räumen durch einen Hilfslehrer. 1791 wurde das Dorf nach Opočno umgeschult. 1795 übersiedelte Václav Potoček aus Zvole nach Čánka; der gelernte Dachdecker beherrschte das Trivium und beantragte beim Amt Opočno die Ernennung zum Hilfslehrer, nach Ablegung der Lehrerprüfung unterrichtete Potoček 60 Jahre lang die Kinder von Čánka und Dobříkovec. Die Dorfschule in Čánka wurde mit Potočeks Dienstantritt eigenständig und unterstand der Aufsicht des Opočner Dekans. Bezahlt wurde der Lehrer von den Einwohnern beider Dörfer mit einem Mittagessen bzw. dem Sobotales, einem geringen Entgelt; zur Feuerung überließ ihm die Herrschaft einige kostenlose Klafter Brennholz. Nachdem die Pfarrei Přepychy in Mokré zu Beginn des 19. Jahrhunderts eine neue Schule eröffnete, in der neben den Kindern aus Mokré auch die aus Čánka und Očelice unterrichtet werden sollten, widersetzten sich die Bewohner beider Dörfer mit Erfolg gegen die Abschaffung ihrer Dorfschulen.
Im Jahre 1836 bestand das im Königgrätzer Kreis gelegene Dorf Čanka aus 39 Häusern, in denen 266 Personen, darunter 29 Protestanten lebten. Katholischer Pfarrort war Přepich, das evangelische Bethaus befand sich in Kloster. Bis zur Mitte des 19. Jahrhunderts blieb das Dorf der Herrschaft Opotschno untertänig.
Nach der Aufhebung der Patrimonialherrschaften bildete Čánka ab 1849 mit dem Ortsteil Dobříkovec eine Gemeinde im Gerichtsbezirk Opočno. Der Schulunterricht erfolgte ab 1855 in den Räumen des Armenhauses; der Antrag zum Bau eines Schulhauses wurde von der zuständigen Behörde in Neustadt an der Mettau abgelehnt. Ab 1868 gehörte die Gemeinde zum Bezirk Neustadt an der Mettau. Nachdem zu Beginn der 1870er Jahre die Bewilligung zum Bau eines Schulhauses erfolgt war, wurde nach einigen Streitigkeiten um den Standort der Schule 1873 mit deren Bau begonnen. Zu dieser Zeit wurden in der Schule 57 Kinder unterrichtet. Am 6. November 1875 wurde in dem vom Baumeister Václav Hrubý aus Opočno errichteten Schulhaus der zweiklassige Unterricht aufgenommen. Im selben Jahre wurde auch die Bahnstrecke Chotzen–Halbstadt eröffnet. Die Freiwillige Feuerwehr wurde 1885 gegründet. 1894 wurden in Čánka 75 Kinder unterrichtet.
1949 wurde Čánka dem Okres Dobruška zugeordnet. Im Zuge der Gebietsreform von 1960 wurde der Okres Dobruška aufgehoben und das Dorf dem Okres Rychnov nad Kněžnou zugeordnet, zugleich erfolgte die Eingemeindung nach Opočno. Das Schulhaus wurde zwischen den 1950er und 1970er Jahren umgebaut und modernisiert. Wegen des Rückgangs der Schülerzahl erfolgte 1975 die Schließung der fünfklassigen Grundschule in Čánka. Das Schulhaus wurde noch bis 1977 durch die Schule in Opočno genutzt und dann der Landwirtschaftlichen Berufsschule Opočno übertragen.
Am 3. März 1991 hatte der Ort 228 Einwohner; beim Zensus von 2001 lebten in den 83 Wohnhäusern von Čánka 251 Personen.

## Feste Čánka
Der Standort der mittelalterlichen Feste Čánka ist unbekannt. Er wird zum einen im nördlichen Teil des Dorfes beim Haus Nr. 32 vermutet, wo bei einem Umbau die Reste alter Keller und Münzen aus der Zeit Wenzels II. aufgefunden wurden; Reste von Befestigungsanlagen sind dort jedoch nicht erkennbar. Andererseits wird sie auf einem Plateau östlich von Čánka an der Straße nach Opočno in der Flur Na hrádku vermutet, wo frühneuzeitliche Keramikreste aufgefunden wurden.

## Ortsgliederung
Der Katastralbezirk Čánka umfasst die Ortsteile Čánka und Dobříkovec.

## Sehenswürdigkeiten
- Kapelle Mariä Himmelfahrt, erbaut 1887